# 扎耶查尔
扎耶查尔（塞尔维亚语：／, 發音：[zâjɛtʃar]；羅馬尼亞語： 或 ）是位于塞尔维亚中东部的一个城市。扎耶查尔是扎耶查尔州的首府所在地。约有人口39700人。有三位罗马帝国皇帝出生在扎耶查尔，分别是伽列里乌斯、马克西米努斯和柯尔涅利乌斯。
联合国教育、科学及文化组织世界遗产--加姆濟格勒--位于扎耶查尔市